# Nightmares
Nightmares é um filme de 1983, do gênero antologia de terror, dirigido por Joseph Sargent, e estrelado por Emilio Estevez, Lance Henriksen, Cristina Raines, Veronica Cartwright e Richard Masur. O filme foi orçado em 9 milhões de dólares e arrecadou $6.670.680. O filme é composto por quatro curtas-metragens baseadas em lendas urbanas. O primeiro (Terror em Topanga) é sobre uma mulher que encontra um assassino  no assento traseiro de seu carro. O segundo (O Bispo da Batalha) fala sobre um  adolescente viciado em jogos de videogame que é consumido pelo jogo.  O terceiro (A Bênção) se concentra em um padre que perdeu a fé. O quarto (A Noite do Rato) mostra o confronto de uma família contra um rato.

## Elenco
- Cristina Raines como Lisa
- Anthony James como vendedor
- William Sanderson como frentista
- Lee Ving como William Henry Glazier
- Emilio Estevez como JJ Cooney
- Louis Giambalvo como Jerry Cooney
- Mariclare Costello como Adele Cooney
- Unidade da Lua Zappa as Pamela
- Billy Jayne como Zock Maxwell
- James Tolkan
- Lance Henriksen como MacLeod
- Tony Plana como pe. Luis Del Amo
- Richard Masur como Steven Houston
- Veronica Cartwright como Clair Houston
- Bridgette Andersen como Brooke Houston